# Líneas de Torres Vedras
Las Líneas de Torres Vedras fueron una serie de fortificaciones construidas en secreto para la defensa de Lisboa durante la guerra Peninsular —así llamada por británicos y portugueses— o guerra de la Independencia —así llamada por los españoles—, a principios del siglo XIX. 
Su construcción fue ordenada por el general inglés Arthur Wellesley, primer Duque de Wellington, que mandaba la fuerza expedicionaria británica en Portugal. El diseño y la construcción fue encargada al teniente coronel Richard Fletcher, quien fue ayudado por oficiales ingleses y portugueses del cuerpo de ingenieros. Las líneas fueron construidas por trabajadores portugueses entre noviembre de 1809 y septiembre de 1810, fecha en que la ofensiva del mariscal André Masséna paralizó su construcción.
La oportunidad y eficacia de su construcción fue total, pues el ejército francés no intentó asaltarlas. Su retirada final de Portugal comenzó cuando vio imposible penetrar en una línea defensiva tan bien concebida, lo que equivalió a una victoria militar decisiva conseguida sin batalla y con pocos disparos y bajas.

## Breve descripción

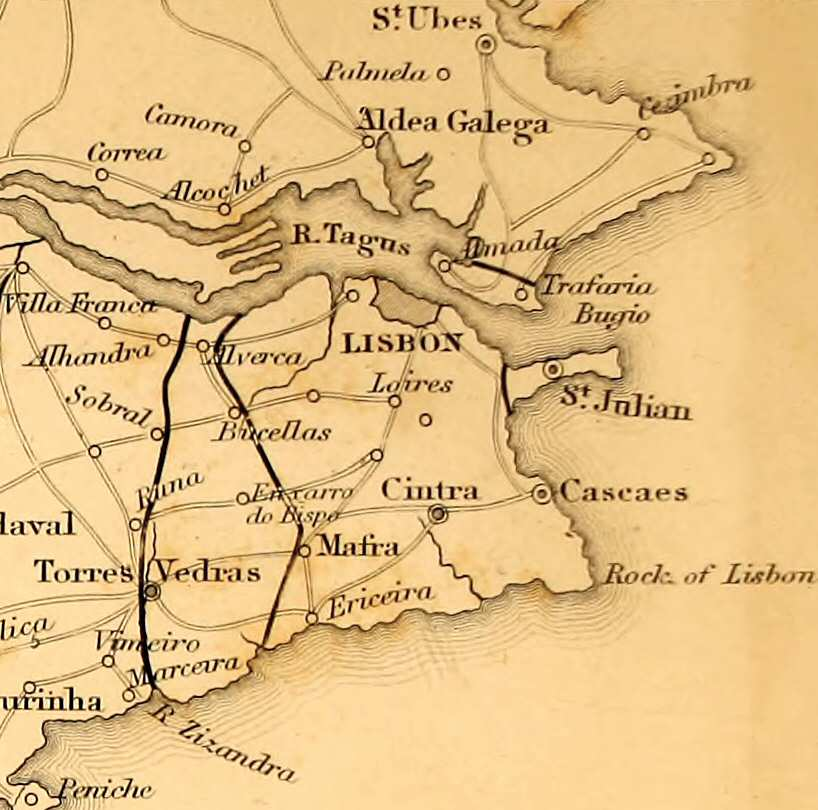
Líneas de Torres Vedras en el mapa incluido como frontispicio de la obra de John T. Jones. Hay cuatro líneas, señaladas por trazos continuos negros. El norte está a la izquierda, y la península del fuerte San Julián está muy exagerada.

Aunque en un principio se trató de construir una sola línea de defensas desde el Tajo, al este, hasta el océano Atlántico, al oeste, al final se construyeron cuatro líneas, dos mayores y dos menores: 
- Una primera más al norte, a la altura de Torres Vedras, de donde toman las líneas su nombre, y que fue la única que tuvo enfrente a los invasores franceses.
- Una segunda más al sur, a la altura de Mafra. En un principio era la única que iba a construirse, pero el retraso de la invasión francesa y la abundancia de mano de obra portuguesa permitió que fuera reforzada por la primera.
- Una tercera en Oeiras, a la afueras de Lisboa, en torno al fuerte de san Julián, exclusivamente dedicada a proteger el reembarque de las fuerzas inglesas, si llegara a ser necesario.
- Una cuarta, al otro lado del río, justo enfrente de Lisboa, entre Almada al este y Trafaria al oeste, destinada a proteger la retaguardia de las otras líneas y la navegación por el Tajo en caso de que fuerzas francesas provenientes de Andalucía aparecieran y trataran de cortar o cruzar el río, o bombardear Lisboa. Como dichas fuerzas nunca aparecieron, las tropas y la artillería asignadas a esta cuarta línea terminaron siendo distribuidas entre las dos primeras.

## Antecedentes
Hubo dos invasiones previas de Portugal por parte de las tropas napoleónicas. La primera, por el general Junot desde Extremadura (noviembre 1807-agosto 1808). La segunda, por el mariscal Soult desde Galicia (febrero 1809-mayo 1809). Entremedias, la primera fuerza expedicionaria inglesa, al mando del general Moore, tuvo que hacer una larga retirada desde Sahagún, hostigada por el ejército francés, y logró embarcarse en La Coruña en enero de 1809, tras librar en sus proximidades la batalla de Elviña, donde murió Moore.
Vuelto Wellington a la península como jefe de una nueva fuerza expedicionaria inglesa, declara que la defensa de Portugal es posible (contra la previa opinión de Moore) y que esa defensa descansa en asegurarse el control de Lisboa y del estuario del Tajo, núcleo de la resistencia portuguesa y punto principal de aprovisionamiento y eventual reembarque de la fuerza inglesa.
Tras la poco decisiva batalla de Talavera (28 de junio de 1809), Wellington, falto de suficiente apoyo logístico por parte de España y consciente de su inferioridad numérica frente a los franceses, se retira a Portugal, donde se prepara a oponerse a una nueva y más numerosa invasión francesa, bajo el mariscal Masséna. Los preparativos de Wellington ante esta nueva invasión consistieron fundamentalmente en:
1. Reorganización completa de las fuerzas militares portuguesas, no solo las regulares sino también la milicia, y movilización general de las Ordenanças (toda la población en armas, institución de origen medieval que funcionaba como una guerrilla generalizada).
2. Estrategia de tierra quemada en el territorio que debía atravesar el ejército francés, para dificultar su abastecimiento sobre el terreno, con abandono de la población residente y destrucción de víveres y viviendas. Esta dolorosa medida, pese a las críticas que suscitó, fue seguida con bastante obediencia por la población civil.
3. Construcción de un sistema de fortificaciones para proteger el acceso a Lisboa, conocidas posteriormente como líneas de Torres Vedras. Estas fortificaciones deberían impedir el acceso al gran Lisboa, fortificando todas las vías de acceso, asegurando la protección de todo el ejército, inglés y portugués, y de la población civil, especialmente de los paisanos refugiados por la estrategia de tierra quemada.

## Diseño y construcción

### Entorno geográfico

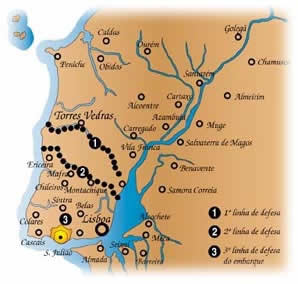
La península de Lisboa, y su forma de bolsa, con indicación de las tres primeras «líneas de Torres Vedras».

La península al norte de Lisboa forma una especie de bolsa, rodeada de agua por tres de sus costados (estuario del Tajo, al este y al sur, y océano Atlántico al oeste). Por el costado norte la tierra firme es quebrada y de difícil acceso, ocupada por varias cadenas de colinas que obstaculizan el paso y facilitan la defensa. A través de esa abrupta península cuatro calzadas pavimentadas conducían a Lisboa: desde Torres Vedras por Mafra, desde Torres Vedras por Montachique, desde Sobral por Bucelas y una última a lo largo de la orilla del Tajo, desde Vila Franca por Alhandra y Alverca.
La tarea que se proponía Wellington era reforzar y fortificar, con rapidez y secreto, este costado norte o terrestre de la península de Lisboa de modo que se se pudieran bloquear a voluntad las rutas de acceso a Lisboa, inutilizar cualquier vía secundaria o camino de herradura y evitar que cualquier agrupamiento militar pudiera encontrar cobijo en el arbolado o en las irregularidades del terreno. En una palabra, convertirlo en una fortaleza capaz de sostener un asedio prolongado.
Tras un reconocimiento personal del terreno y un estudio de la cartografía topográfica elaborada tras la primera invasión por el ingeniero portugués José Maria das Neves Costa, las ideas definitivas de Wellington se plasman en un memorándum dirigido, el 20 de octubre de 1809, al Coronel Richard Fletcher, jefe de ingenieros militares en Lisboa. En él le pide que construya una línea de fortificaciones que cerrara la península de Lisboa, desde el Atlántico al río Tajo, a la altura de Mafra, que  Fletcher inmediatamente concretó en un proyecto de reductos enlazados.

### Diseño

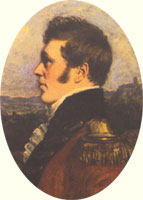
Richard Fletcher, coronel de ingenieros, diseñador y constructor de las líneas de Torres Vedras.

El proyecto de Fletcher no trataba de construir una fortificación continua, al estilo de la muralla china, sino aprovechar los escasos fuertes o reductos preexistentes y completarlos con muchos otros que se dieran apoyo mutuo. Se trataría de fortificaciones temporales, y por ello se pensó hacerlas de tierra, no de muros de mampostería. El conjunto constaría sobre todo de espesos parapetos con banquetas, rodeados de terraplenes y fosos, y precedidos de un glacis que evitara las aproximaciones encubiertas del enemigo. Se abandonó la idea de construir fuertes estrellados al estilo del siglo XVIII, y se prefirieron la formas redondeadas, más sencillas. Los fuegos defensivos cruzados provendrían de otros fuertes cercanos y de trincheras excavadas en ángulo originadas en el propio fuerte. Los fuertes se dimensionaban, en función del terreno disponible, para alojar de dos a seis piezas de artillería, y con guarnición de cincuenta a quinientos hombres.
También se contemplaban escarpes y desmontes para acentuar los desniveles del terreno y hacerlos inaccesibles, así como barricadas para bloquear barrancos y estrechuras, y otros obstáculos adicionales (diques para inundar el terreno, empalizadas, caballos de frisia, trampas, abrojos, abatís, polvorazos). El ejército regular, refugiado dentro de las líneas, no estaría acantonado dentro de los fuertes y reductos, que ya tenían su propia guarnición, sino a campo abierto entre ellas, dispuesto a dirigirse a los puntos sometidos al ataque enemigo. Para ello se construyeron caminos ocultos que favorecieran el tránsito a lo largo de las líneas. Por último, se estableció un sistema de semáforos ópticos, operados por marineros de la armada británica, para comunicar con rapidez avisos y órdenes.
El retraso en el avance del ejército francés, que tuvo antes que tomar las plazas fuertes de Ciudad Rodrigo y Almeida, a uno y otro lado de la frontera hispano-portuguesa, dio un plazo suplementario de cinco o seis meses que se utilizaron en reforzar la línea de fortificaciones inicialmente planeada (la de Mafra) con una nueva línea por delante (la de Torres Vedras), además de dos líneas menores, la de la fortaleza de San Julián de la Barra, lugar previsto para el reembarque y evacuación de las tropas inglesas, que no llegó a utilizarse, y otra, que tampoco se utilizó, enfrente de Lisboa pero en la orilla opuesta del estuario del Tajo.

### Construcción

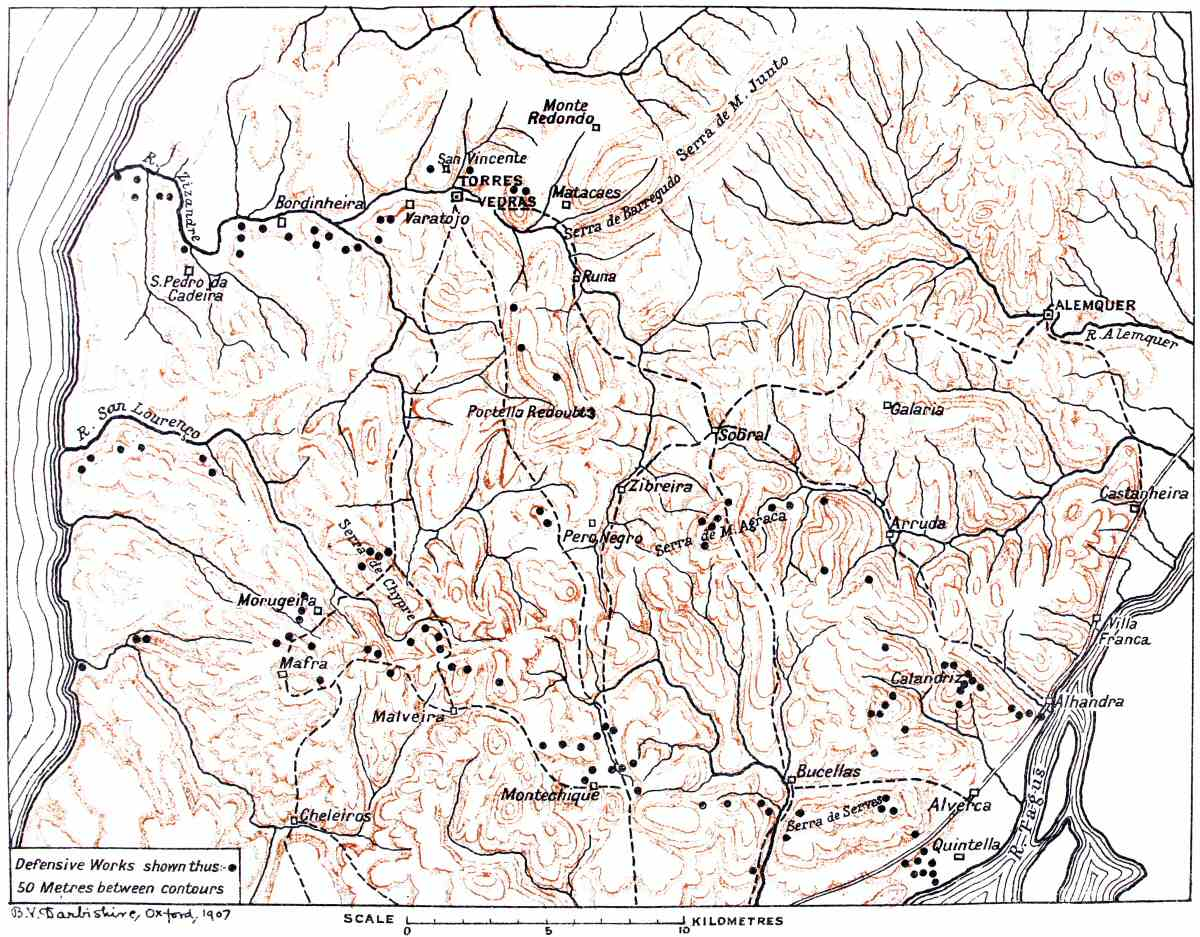
Mapa de las fortificaciones de las dos primeras líneas, según Oman.

La construcción de las líneas se extiende durante cerca de un año. Comienzan en noviembre de 1809, y se interrumpen en octubre de 1810, cuando se presentan delante las fuerzas francesas. Tras su marcha, aún seguirían los trabajos por si fueran nuevamente necesarias, dándose por terminadas en 1812. El número de posiciones finalmente construidas fue de 152, artilladas con 534 piezas y guarnecidas con 34.125 hombres, en su mayoría tropas no regulares.
La construcción estuvo rodeada del máximo secreto y fueron muy pocas las inevitables filtraciones. De hecho, fue una total sorpresa para la los franceses cuando llegaron frente a ellas, no habiendo sabido detectarlas su inteligencia militar.
El conjunto de las líneas se dividió en sectores o distritos, de los que hubo cinco en la primera línea y cuatro en la segunda. Cada sector estaba encargado a un ingeniero militar con muy pocos ayudantes. La dirección de las obras nunca superó a diecisiete personas, once británicos, dos hannoverianos y cuatro portugueses, auxiliados por no más de dieciocho soldados.  Contaron con la ayuda de ciento cincuenta soldados artificieros, extraídos de los regimientos acantonados en Lisboa.

### Coste
Los trabajos fueron hechos por un ejército de campesinos portugueses, al que se añadieron dos regimientos de milicias. A los milicianos se les pagaba un suplemento de dos vintéms diarios. Luego fueron reforzados por campesinos del entorno contratados a seis vintéms al día, que luego subieron a diez. Cuando los franceses tomaron Almeida, la invasión francesa se aceleró y hubo una mayor presión por terminar a tiempo las líneas. Entonces se reclutó de manera forzosa a mayor número de campesinos, a los que se les pagó lo mismo que a los que trabajaban voluntariamente. El número de trabajadores simutáneos en un día cualquiera podía ser entre 5000 a 7000, divididos en equipos de 1000 a 1500 hombres, dirigidos por un ingeniero militar y unos pocos asistentes.

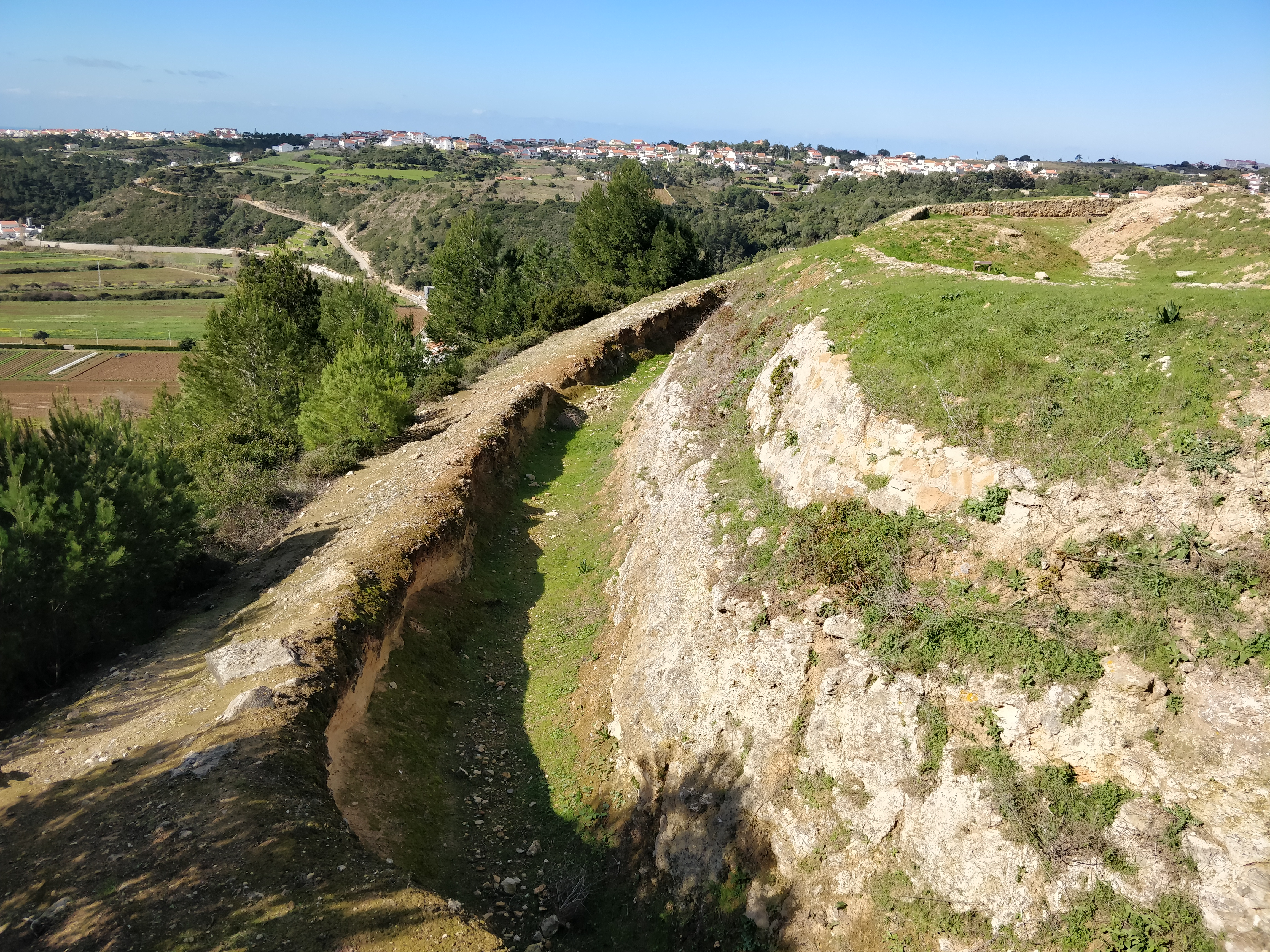
Un ejemplo de los trabajos de fortificación: foso y escarpa del Fuerte Zambujal, en Mafra.

Los materiales provenían o bien de la línea de suministros que, a través de Lisboa, se originaba de Inglaterra, transportada por la marina británica, o bien de los recursos del lugar. Afortunadamente Portugal era entonces un lugar boscoso. Las inmensas cantidades de madera para los reductos y sus defensas complementarias fueron tomados de la zona misma. Ello servía también a uno de los objetivos de las defensas: convertir amplias zonas en un inmenso glacis, que no ofreciera escondite a las fuerzas invasoras. Hubo desmontes, hasta la última piedra, y al mismo tiempo relleno de caminos rehundidos y de cárcavas. Se destruyeron las casas y huertos, y hasta viñedos y olivares enteros, indemnizando a sus propietarios. Todos los materiales fueron sufragados por el comisariato del ejército, en especial la pólvora necesaria para labores de minado y para facilitar excavaciones.
El coste desembolsado en julio de 1810 ascendía a 60 000 libras, y en el momento en el que se internó el ejército de Wellington tras las líneas y en el que se presentaron los franceses ante ellas, esa cifra alcanzó las 100 000 libras. Además de su guarnición propia, las tropas del ejército regular alojadas dentro de las líneas, a partir del 8 de octubre de 1810, fueron: 22.000 infantes y 3000 jinetes británicos, unos 22.000 infantes portugueses y 6000 infantes españoles (el contingente del marqués de la Romana).

## Prueba de fuego
Tras tomar las plazas fuertes de Ciudad Rodrigo y Almeida, el ejército francés de Masséna tardó en internarse en Portugal. Era precedido por el ejército anglo-portugués de Wellington, que se iba retirando a medida que avanzaba el francés, sin notable resistencia por ser este superior en número al de la alianza anglo-portuguesa. Pero Wellington encontró el lugar adecuado para un enfrentamiento en la sierra de Busaco, entre Viseu y Coímbra, y decidió entablar la conocida como batalla de Busaco el 27 de septiembre de 1810, que supuso una victoria clara para los aliados. 

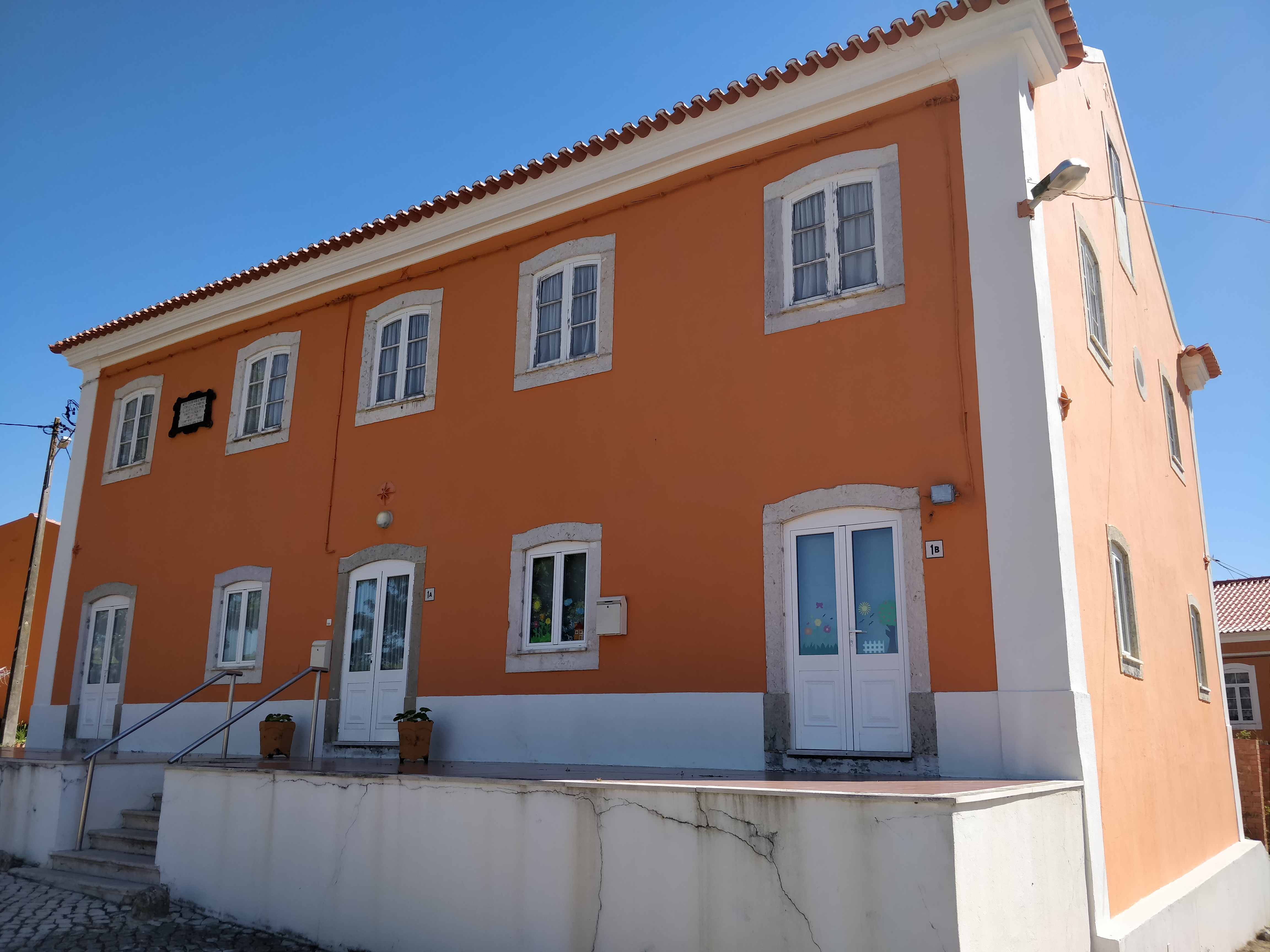
Estado actual del cuartel general de Wellington en Pero Negro.

Tras esa victoria, Wellington, en lugar de perseguir y hostigar a los franceses, continúa su retroceso consciente de su inferioridad pero sabiendo que encontraría refugio seguro en las líneas de Torres Vedras. Estableció su cuartel general en el pueblo de Pero Negro, muy cerca de Sobral de Monte Agraço. Los franceses, sorprendidos por esta retirada tras una victoria, le persiguen y se encuentran el 11 de octubre con una línea de fortificaciones de la que no tenían noticia. En los tres días siguientes los mandos franceses hicieron un reconocimiento sistemático a lo largo de la primera línea acompañado de varias escaramuzas en la zona de Sobral. Aunque el pueblo mismo de Sobral fue tomado durante unas horas, el Fuerte Grande de Monte Agraço o de Alqueidão, que lo protegía por el sur, resistió todos los ataques. El 13 y 14 de octubre hubo un intento por parte del cuerpo de ejército mandado por Junot de penetrar las líneas en esa zona, pero fue rechazado por las fuerzas anglo-portuguesas en lo que se conoce como batalla de Sobral.
Massena terminó por darse cuenta de que las líneas no podrían ser penetradas sin grandes pérdidas, y el ejército francés se retiró a cierta distancia, acuciado por la falta de víveres y suministros fruto de la estrategia de tierra quemada. No hubo más confrontación armada delante de las líneas. Solo la primera, concebida en un principio no para contener a los franceses (esa era la tarea de la segunda línea) sino solo para retrasarlos, tuvo al enemigo enfrente, sobre todo en la zona de Sobral. El resto de las líneas nunca vio fuego real.
Esperando unos refuerzos que no llegaban, y con problemas en su línea de comunicaciones, Massena quedó acantonado casi un semestre frente a unas líneas sólidamente defendidas, en lo que parecía un asedio militar. El 20 de noviembre se retiró unos kilómetros a Santarén, buscando aliviar sus problemas de abastecimiento. Desde esa ciudad pidió a Napoleón instrucciones y apoyo. Esperó refuerzos del mariscal Drouet desde Castilla, esperó refuerzos del mariscal Soult desde Andalucía, pero ninguna ayuda llegó. Por fin el 1 de marzo de 1811, no pudiendo resistir más su ejército, hambriento y enfermo, perdiendo efectivos cada día por muerte o deserción, emprende la retirada hacia Ciudad Rodrigo y Salamanca, seguido y hostigado por el ejército anglo-portugués de Wellington, acabando así la tercera invasión de Portugal y trasladando a partir de ahora el principal teatro de operaciones de la guerra Peninsular a tierras de Castilla.
Las líneas de Torres Vedras como estrategia militar fueron un éxito. Lograron lo mismo que una batalla decisiva sin apenas derramamiento en sangre. Pero no sin enormes bajas. En agosto de 1810, tras la caída de Almeida, el ejército francés se internó en Portugal con 65 000 hombres. Luego fue recibiendo unos 10 000 hombres más como refuerzos. Pero a su salida de Portugal, tras el fiasco por la impenetrabilidad de las líneas de Torres Vedras y por la política de tierra quemada, las tropas francesas eran solo 45 000. Hubo, pues, una pérdida de 30 000 franceses en la fallida operación de invadir Portugal. Las pérdidas de los aliados, mejor abastecidos, fueron pocos millares.

## En la actualidad

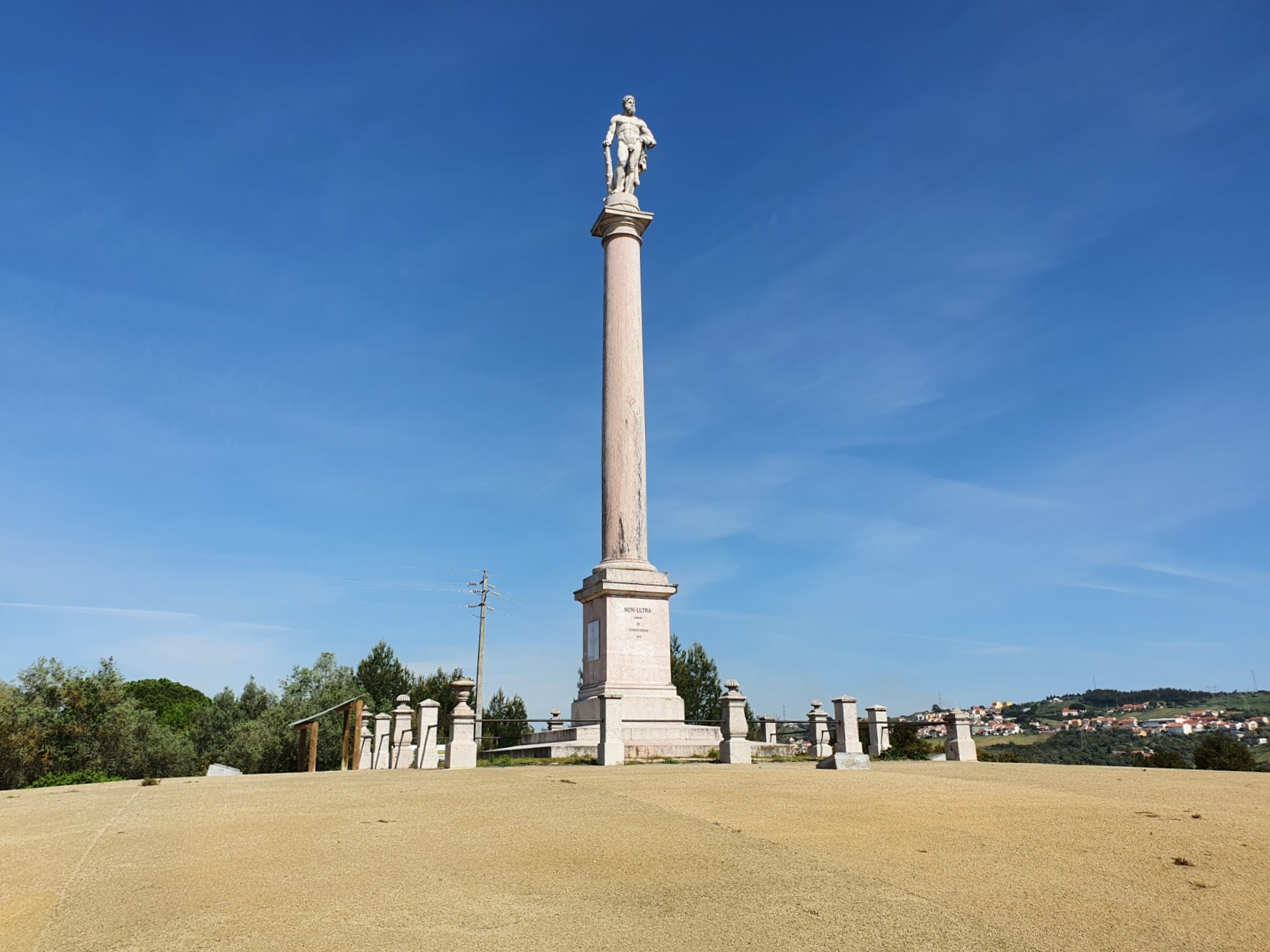
Monumento a las Líneas de Torres Vedras, erigido en Alhandra en 1883.

Hoy en día se conservan bastantes reductos de las líneas, aunque en un estado deficiente por la reutilización de los materiales, sobre todo las piedras. Las líneas permanecieron prácticamente abandonadas desde el final de la guerra Peninsular hasta el comienzo del siglo XXI. En 2001 los seis municipios portugueses atravesados por las líneas (Torres Vedras, Mafra, Sobral de Monte Agraço, Arruda dos Vinhos, Loures y Vila Franca de Xira) junto con dos organismos oficiales portugueses, la Dirección general del Patrimonio cultural y la Dirección de los servicios de Ingeniería militar, establecieron un convenio para proteger, restaurar y mantener las líneas. Hasta 2007 hubo escasez de recursos pero desde ese año, y con la cercanía del bicentenario de las líneas, los trabajos de puesta en valor de las líneas han tomado nuevo impulso.
Los trabajos han consistido en la eliminación del exceso de vegetación, creación o restauración de vías de acceso, estudios arqueológicos, establecimiento de comités de seguimiento, preparación de rutas de senderismo, y creación de un centro de visitantes o de interpretación en cada municipio. Este esfuerzo de restauración ha sido premiado en 2014 por la Unión Europea.